# نسق الجمل
نسق الجمل (بالإنجليزية: Camel case)‏ هو كتابة العبارات دون مسافات أو علامات ترقيم، بل يُفصل بين الكلمات بحرف كبير وحيد. أشهر الأمثلة على ذلك تتضمن iPhone أو eBay. قد تُستخدم أيضاً في أسماء مستخدمي الإنترنت مثل "johnSmith" أو

نسق الجمل مُسمّى نسبة إلى السنام الناتج من إلصاق الحروف الكابيتال بالحروف صغيرة النسق.

لجعل اسم نطاق كثير الكلمات واضحاً للقراءة، مثلاً: ArabicWikipediaExample.com.